# Indication
『indication』（インディケーション）は、ナイトdeライトの通算8枚目のシングル。2020年に始まった、12カ月連続CDリリース企画の2枚目。2020年2月25日に発売。

## 概要
2020年2月25日に発売。7th Single。
前作『NEEDLE』に引き続き、2020年の企画「12カ月連続CDリリース」の第2弾。
長沢の書いた曲が1つも入っていない　ナイトdeライト唯一の作品。
「12カ月連続CDリリース」でリリースされた各CDタイトルの頭文字を繋げると「Night de Light」となる仕掛けが施されている。

## 収録曲

### リスト
| #         | タイトル           | 作詞       | 作曲・編曲 | 時間 |
| --------- | ------------------ | ---------- | ---------- | ---- |
| 1.        | 「Finishing Well」 | 田中満矢   | 田中満矢   | 4:54 |
| 2.        | 「Prayer」         | 三橋恵之矩 | 三橋恵之矩 | 4:21 |
| 3.        | 「永遠」           | 平野翔一   | 平野翔一   | 5:14 |
| 合計時間: | 合計時間:          | 14:29      |            |      |

### 収録曲について
1. Finishing Well
作詞/作曲:田中満矢
2020年2月10日に行われた「12カ月連続CDリリース記念ライブTOKYO」で初披露。
2. Prayer
作詞/作曲:三橋恵之矩
初めはナイトdeライト初期の楽曲「明日の世界」を収録しようと案が出たが、CD収録には合っていないということで、同じテーマで新しく書き直された曲。
3. 永遠
作詞/作曲:平野翔一
2017年11月24日に行われた「UP TO YOU LIVE」で初披露。